# Blastocladiales
Classe
Ordre
Les Blastocladiales sont un ordre de champignons chytrides, seuls représentants connus de la classe des Blastocladiomycetes.

## Liste des classes
Selon Catalogue of Life (21 juin 2020) :
- famille Blastocladiaceae
- famille Catenariaceae
- famille Coelomomycetaceae
- famille Sorochytriaceae